# Luis Fernando Ramírez
Luis Fernando Ramírez Acuña (Oiba, 23 de noviembre de 1959) es un contador público y político colombiano. 
En 1992, es nombrado por el presidente César Gaviria, como Ministro de Trabajo y Seguridad Social, cargo al que renuncia el 24 de marzo de 1994 para ser candidato a la vicepresidencia de la República como fórmula de Andrés Pastrana Arango. En 1998 Andrés Pastrana lo nombró Ministro de Defensa. En el año 2014 hace parte de la Junta directiva de Ecopetrol, a la cual renuncia el 30 de marzo de 2016.

## Biografía
Ramírez Acuña es un contador de la Universidad Jorge Tadeo Lozano y tiene estudios en la Universidad de Harvard. Se desempeñó como Subdirector de la Dirección General de Impuestos Nacionales en 1986 y 1990. Fue viceministro de Hacienda en los años 1990 y 1991 y ministro consejero en la embajada en Washington. El presidente César Gaviría entre los años 1992 y 1994 lo nombró como Ministro de Trabajo y Seguridad Social donde su mayor reto fue sacar adelante la ley de reforma a la Seguridad Social.[cita requerida]

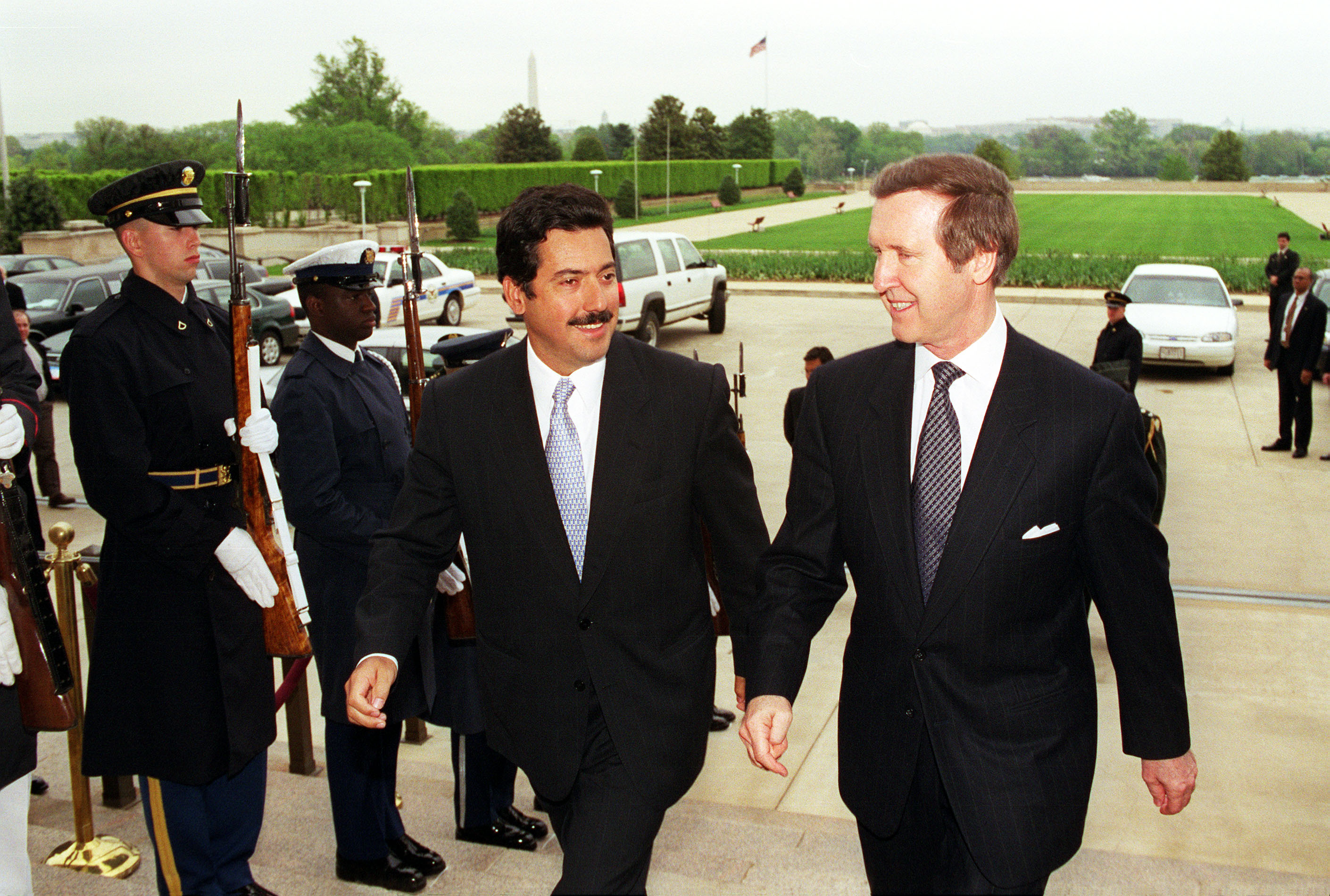
Ministro Ramírez con su contraparte, Secretario de Defensa de los Estados Unidos William Cohen durante una visita oficial a Washington D. C. en 2000.

### Ministerio de Defensa
El presidente Andrés Pastrana Arango lo designó como su Ministro de defensa entre los años 1999 y 2001. Participó en los diálogos de paz entre el gobierno de Colombia y las Fuerzas Armadas Revolucionarias de Colombia- Ejército del Pueblo FARC-EP que desarrolló dicho gobierno dejando altos índices de inseguridad. Renunció a dicha cartera en mayo de 2001 para no inhabilitarse y presentarse como candidato presidencial del Partido Conservador.

### Ecopetrol
En enero del año 2014 hizo parte de la junta directiva de ECOPETROL como miembro independiente, reemplazando a Fabio Echeverry, donde asumió la presidencia de la junta.
El 30 de marzo de 2016 renunció a la Junta directiva de Ecopetrol.

## Controversias
En su calidad de socio de la empresa de banca de inversión SUMATORIA S.A, La Fiscalía General de la Nación en el año 2008 formuló imputación de cargos a los socios de dicha empresa, por la supuesta utilización indebida de información privilegiada, cuando el empresario Armando Lloreda Zamorano, quien fungía como accionista de Transgas de Occidente S.A., decidió que quería ampliar su participación en la firma adquiriendo las acciones que las empresas Gasoriente, Spie Capag Jersey Ltda. Según la Fiscalía la responsabilidad de los socios del grupo SUMATORIA al que Ramírez hacía parte, deriva del acuerdo de confidencialidad firmado con anterioridad a la compra de las acciones y no excluía a los sindicados del conflicto de intereses para la negociación de las acciones mencionadas tantas veces, porque debieron declararse impedidos para adquirirlas en su beneficio y en el del señor Seinjet.
Mediante decisión del Juzgado Quinto penal municipal de Bogotá, del 22 de julio de 2010 se declaró la prescripción de la acción penal y ordena la cesación de todo procedimiento a favor de Luis Fernando Ramírez Acuña y demás socios de Sumatoria S.A., decisión que fue confirmada en segunda instancia, por el juzgado 50 penal del circuito en proveído de fecha 24 de septiembre de 2010, ratificando la prescripción de la acción penal y ordenando la cesación de todo procedimiento a favor de Luis Fernando Ramírez Acuña.